# Aleksandar Gjurić
Aleksandar Gjurić, někdy uváděn jako Alexander Gjurič (29. dubna 1898 Doboj – 16. srpna 1944 Drážďany), byl český lékař bosenskosrbského původu a příslušník českého protinacistického odboje. Gj se dle novějšího srbského pravopisu píše jako Đ, tudíž příjmení Gjurić lze zapisovat i v podobě Đurić.

## Biografie
Roku 1918 odmaturoval na sarajevském vyšším gymnáziu. Na studium lékařství se zapsal na nově otevřené Záhřebské univerzitě, načež přestoupil do Prahy na Univerzitu Karlovu. Od roku 1923 působil jako asistent a poté docent na II. interní klinice v Praze. Po nacistickém záboru českých zemí v půli března 1939 se zapojil do odbojové činnosti, konkrétně v organizacích Politické ústředí a Ústřední vedení odboje domácího. Od května 1939 udržoval kontakt s jugoslávským generálním konzulátem v Praze (v jeho čele stál Radovan Šumenković), jehož činnost v dubnu 1941 skončila při německé invazi do Jugoslávie.
V červnu 1940 Gjurić Protektorát Čechy a Morava opustil a přesídlil do Bělehradu. Zde ho posléze zastihla německá okupace. Na začátku dubna 1942 byl zatčen, načež byl Němci převezen k výslechům do Prahy a následně do Drážďan k soudnímu přelíčení. V Drážďanech byl 27. května 1943 se svými kolegy Františkem Procházkou a Vladimírem Vackem, jenž byl také jeho švagr, odsouzen k smrti stětím. Poprava byla vykonána 16. srpna 1944.
Roku 1947 byl posmrtně jmenován mimořádným profesorem Lékařské fakulty Univerzity Karlovy.
Gjurić vstoupil do manželství s Češkou Jiřinou Vackovou (1908–1984), pocházející z rodiny významného lékaře Bohumila Vacka. V tomto manželství se narodili synové Andrej Gjurić (1938–2015), český psycholog, spisovatel a politik, a Aleksander Gjurić (1940), známý jako Alexander Gjurič, architekt a vysokoškolský pedagog.